# Héraðsflói
Héraðsflói är en vik i republiken Island.   Den ligger i regionen Austurland, i den östra delen av landet, 400 km öster om huvudstaden Reykjavík.